# Afronurus
Afronurus is een geslacht van haften (Ephemeroptera) uit de familie Heptageniidae.

## Soorten
Het geslacht Afronurus omvat de volgende soorten:
- Afronurus abracadabrus
- Afronurus aethereus
- Afronurus alces
- Afronurus assamensis
- Afronurus barnardi
- Afronurus bruneiensis
- Afronurus cervinus
- Afronurus chihpenensis
- Afronurus collarti
- Afronurus curtus
- Afronurus dama
- Afronurus elgoensis
- Afronurus floreus
- Afronurus freitagi
- Afronurus furcatus
- Afronurus gilliesi
- Afronurus gilliesianus
- Afronurus hainanensis
- Afronurus harrisoni
- Afronurus hunanensis
- Afronurus hyalinus
- Afronurus keralensis
- Afronurus kouandengensis
- Afronurus kumbakkaraiensis
- Afronurus landai
- Afronurus lantuyanensis
- Afronurus levis
- Afronurus leytenensis
- Afronurus linzhiensis
- Afronurus malaysianus
- Afronurus matitensis
- Afronurus meo
- Afronurus mindanaoensis
- Afronurus mindoroensis
- Afronurus mnong
- Afronurus muehlenbergi
- Afronurus namnaoensis
- Afronurus nanhuensis
- Afronurus negi
- Afronurus obliquistriatus
- Afronurus oliffi
- Afronurus otus
- Afronurus palawanensis
- Afronurus panayensis
- Afronurus peringueyi
- Afronurus philippinensis
- Afronurus pulcher
- Afronurus rainulfianus
- Afronurus rangifera
- Afronurus rubromaculatus
- Afronurus sarawakensis
- Afronurus scotti
- Afronurus separatus
- Afronurus subflavus
- Afronurus temburongensis
- Afronurus ugandanus
- Afronurus viridis
- Afronurus webbi
- Afronurus xiasimaensis
- Afronurus xizangensis
- Afronurus yadongensis
- Afronurus yixingensis
- Afronurus yoshidae
- Afronurus zerningi